# شورحيات (غرغان بوي)
شورحیات (بالفارسية: شورحیات) هي قرية تقع في إيران في قسم غرغان بوي الريفي. يقدر عدد سكانها بـ 1076 نسمة بحسب إحصاء 2016.